# Talorc III dei Pitti
Talorc, figlio di Foith (... – 653), è stato sovrano dei Pitti.
Secondo la Cronaca dei Pitti regnò 12 anni dopo il fratello Bruide II. Un terzo fratello, Gartnait III, fu re prima di Bruide. Gli succedette Talorgan figlio di re Eanfrith di Bernicia.